# The Wizard of Lies – Das Lügengenie
The Wizard of Lies – Das Lügengenie (Originaltitel: The Wizard of Lies) ist eine US-amerikanische Filmbiografie des Regisseurs Barry Levinson aus dem Jahr 2017. Der Fernsehfilm hatte am 20. Mai 2017 beim US-Sender HBO Premiere. Er wurde für vier Emmy Awards und zwei Golden Globe Awards nominiert.

## Handlung
Bernard L. Madoff ist ein wohlhabender und erfolgreicher Geschäftsmann in New York. Sein Unternehmen arbeitet seit vielen Jahren als Börsenmakler für alle wichtigen Akteure an der Wall Street und wickelt unter Leitung seiner Söhne Mark und Andrew einen signifikanten Teil des riesigen Handelsvolumens der New Yorker Börse ab. Madoff gilt als Urgestein an der Wall Street und engagiert sich regelmäßig für wohltätige Zwecke.
Strikt vom Börsenmaklerbetrieb abgeschottet betreibt Madoff mit einer Handvoll Vertrauter, darunter sein rechter Mann Frank DiPascali, auf einer anderen Etage desselben Gebäudes eine diskrete Anlageberatung für handverlesene Kunden. Anfangs sind dies nur Freunde und Bekannte, später aber zunehmend auch vermögende Investoren, Fondsmanager und Finanzinstitute. Niemand ahnt, dass alle von Madoff ausgewiesenen Geldanlagen und Erträge nur auf dem Papier existieren. Selbst seine Söhne, die nur zwei Stockwerke höher arbeiten, ahnen nichts von seinem inzwischen gigantischen Betrugssystem.
Als jedoch im Zuge der Weltfinanzkrise von 2008 immer mehr Kunden Liquidität benötigen und deshalb Gelder bei Madoff abziehen, sind dessen schmale Reserven bald erschöpft und der Skandal kommt ans Licht. Von einem Tag auf den anderen bricht die luxuriöse Welt der Familie Madoff zusammen. Er landet im Gefängnis und sein Betrug gerät weltweit in die Schlagzeilen. Nur seine Frau Ruth unterstützt ihn noch, obwohl sie durch den Skandal fast alle sozialen Kontakte verliert. Seine Söhne wollen nichts mehr mit ihm zu tun haben. Obwohl sie nicht in den Betrug verwickelt waren, werden auch sie von den Medien und den frustrierten Bürgern verachtet. Die beiden leiden unter dem Stress und der Medienaufmerksamkeit, die mit dem Skandal verbunden sind. Mark begeht schließlich Selbstmord und Andrew stirbt an Krebs.
Im Gefängnis wird Madoff von der Journalistin Diana Henriques interviewt. Er blickt zurück auf sein Leben, Betrug und den finanziellen und emotionalen Schaden, den er angerichtet hat. Madoff zeigt wenig Reue und scheint nicht ganz zu begreifen, wie ernst seine Verbrechen waren.

## Synchronisation
Die deutschsprachige Synchronisation entstand nach der Dialogregie und einem Dialogbuch von Cornelius Frommann im Auftrag der Taunusfilm Synchron in Berlin.
| Rolle             | Schauspieler      | Synchronsprecher   |
| ----------------- | ----------------- | ------------------ |
| Bernard L. Madoff | Robert De Niro    | Christian Brückner |
| Ruth Madoff       | Michelle Pfeiffer | Andrea Aust        |
| Mark Madoff       | Alessandro Nivola | Frank Schaff       |
| Frank DiPascali   | Hank Azaria       | Thomas Nero Wolff  |
| Andrew Madoff     | Nathan Darrow     | Arne Stephan       |
| Emily Madoff      | Sydney Gayle      | Hedda Erlebach     |
| Catherine Hooper  | Lily Rabe         | Cathlen Gawlich    |
| Stephanie Madoff  | Kristen Connolly  | Melanie Hinze      |
| Eleanor Squillari | Kathrine Narducci | Sabine Falkenberg  |